# Garnisonskyrkan, Linköping
För flera kyrkobyggnader med namnet Garnisonskyrkan, se Garnisonskyrkan.
Garnisonskyrkan är en före detta kyrkobyggnad i Linköpings Berga församling i Linköpings stift inom Svenska kyrkan. Kyrkan invigdes den 19 oktober 2005 och togs ur bruk den 19 oktober 2009.

## Historik
I början av 2000-talet genomgick det tidigare militära övnings- och förläggningsområdet Garnisonen i Linköping en större stadsomvandling, och byggdes om för bostads- och civila verksamhetsändamål. Mot bakgrund av det ökade invånarantalet i stadsdelen justerade Svenska kyrkan sina församlingsgränser, så att Garnisonen kom att tillhöra Linköpings Berga församling i stället för Linköpings domkyrkoförsamling.
Samtidigt upprättade Berga församling Garnisonskyrkan som en ny stadsdelskyrka i området. Byggnaden invigdes som kyrka den 19 oktober 2005. av biskop Martin Lind.
Till följd av ekonomiska besparingar beslutade Berga församlings kyrkoråd att föreslå att Garnisonskyrkan skulle läggas ned och tas ur bruk redan efter fyra år. Efter att beslutet bekräftats på samfällighets- och stiftsnivå skedde avsakralisering på dagen fyra år efter invigningen, den 19 oktober 2009. Församlingens verksamhet fortsatte därefter i Berga och Vidingsjö kyrkor.

## Kyrkobyggnaden
Garnisonskyrkan var en träbyggnad som tidigare använts för andra ändamål inom Garnisonsområdet. Byggnaden saknade torn, men en kyrkklocka, gjuten 1877 av Hofglochegiesser Albert Samassa i Laibach i Tyskland, var placerad på byggnadens norra gavel. Klockan tillhörde Garnisonsmuseet, men var deponerad hos församlingen.
I kyrkan fanns en dopfunt av ek. Den nedsänkta dopskålen var av glas, och försedd med graverade vågor och fiskar som en Jesussymbol. Funten stod placerad i kyrkorummets sydöstra hörn, som var inrättad som dopplats.
Församlingen hyrde lokalen.